# Ein ad-Duyuk al-Foqa
Ein ad-Duyuk al-Foqa (àrab: عين الديوك الفوقا, ʿAyn ad-Duyūk al-Fawqā) és un municipi palestina de la governació de Jericó a l'est de Cisjordània situada a la vall del Jordà, 3 km al nord-oest de Jericó. Segons l'Oficina Central Palestina d'Estadístiques, Ein ad-Duyuk at-Foqa tenia una població de més de 814 habitants a mitjans de l'any 2006. En 1997 els refugiats palestins constitueixen 27.9% de la població. L'atenció primària de salut al poble es fa a través de les contribucions del Ministeri de Salut i el Comitè d'Ajuda Mèdica.